# امامزاده علی اکبر و علی‌اصغر
امامزاده علی اکبر و علی اصغر مربوط به دوره قاجار است و در شهرستان رودسر، بخش مرکزی، روستای باغدشت واقع شده و این اثر در تاریخ ۲ آبان ۱۳۸۲ با شمارهٔ ثبت ۱۰۵۹۲ به‌عنوان یکی از آثار ملی ایران به ثبت رسیده است.